# 忍者ハットリくん+パーマン 超能力ウォーズ
『忍者ハットリくん+パーマン 超能力ウォーズ』（にんじゃハットリくんプラスパーマン ちょうのうりょくウォーズ）は、1983年に藤子不二雄名義で執筆された漫画作品、および1984年に公開された劇場用アニメ作品。
安孫子素雄のみで執筆した『忍者ハットリくん』と、藤本弘がメインで執筆した『パーマン』。当時の人気藤子キャラが夢の共演を果たしたコラボレーション作品。

## 概要
漫画作品は1983年、安孫子の筆により『月刊コロコロコミック』で連載された。
『忍者ハットリくん』はすべて安孫子のみで執筆された作品だが、『パーマン』は1966年連載開始の旧作は藤本と安孫子の合作（パーマン2号らの作画を安孫子が担当）、1983年から同誌で連載中だった新作は藤本のみで執筆されていたという事情があった。
漫画『忍者ハットリくん+パーマン』は、安孫子が単独で執筆したため、安孫子が作画したパーマン1号が活躍する姿が読める稀有な作品となった。
執筆当時はコンビ解消以前であったため、藤子不二雄名義として発表されている。
舞台は日本からアメリカのニューヨークへと海をまたいで展開する冒険活劇である。しかし「+パーマン」のタイトル通り、パーマン達は活躍はするもののどちらかというとハットリくん達の方が目立ち、サポート役といった面が強い。パーやんとケムマキの声はどちらも肝付であるため肝付は二役を演じるのに苦労したという。
1984年3月17日に劇場版中編アニメが公開。『ドラえもん のび太の魔界大冒険』の同時上映として作られた。アニメでは、劇中のテレビ局収録シーンにコンビ解消前の『藤子不二雄』がゲストキャラクターとして出演している。単行本はてんとう虫コミックス版『忍者ハットリくん』13巻に収録（「忍者怪獣ジッポウVSミラクル卵」と同時収録）されたが、現在は絶版。権利問題のためか、現在入手できる『新忍者ハットリくん』には未収録となり、幻の作品となりつつある（『オバケのQ太郎』とは異なり、藤子・F・不二雄大全集にも収録されていない）。ビデオ・LD化もされたがDVD・Blu-ray化はされておらず、これ自体が幻の作品となりつつある。また翌年にも、ハットリくんとパーマンは『忍者ハットリくん+パーマン 忍者怪獣ジッポウVSミラクル卵』で再び共演をしている。
ちなみに、主題歌は1982年の劇場短編アニメ『忍者ハットリくん ニンニン忍法絵日記』の主題歌、『ハットリ忍法ニニンのニン』の替え歌である。
予告編のナレーションは、同時上映作品である『ドラえもん のび太の魔界大冒険』の大魔王デマオン役の若山弦蔵が担当している（若山が『魔界大冒険』の予告編ナレーションも担当しているため）。
また、公開当時は作品内テレビ番組の司会者名がタンモリであったが、容姿がタモリそのものだったため、映画公開半年後のテレビ放送時ならびにビデオ発売されたもののセリフでは「司会者」というだけに改められた。

## あらすじ
ある日、ケン一達が川原でラジコン飛行機を飛ばして遊んでいると、一人の金髪の白人の少女が助けを求めてくる。そこでハットリくんやケムマキ、ツバメは車から出てきた黒ずくめの男達を追い払おうとするが、「サイコマン」と名乗る、仮面と戦闘スーツを身にまとった男に超能力で攻撃される。そこへパーマン一行も現れて応戦するが、まるで歯が立たない。結局シンゾウの涙パワーでサイコマン一味を撃退し、その場を逃れた。
そして少女はひとまずケン一の家に連れてこられた。その少女の名はユーリーといい、優れた超能力者であった。ユーリーはテレビ出演のために来日していた。またユーリーは祖国で母を亡くし、生き別れになった父と兄を探しているのだという。翌日、ユーリーはハットリ・パーマン一行をボディーガードに、超能力特番の収録にテレビ局へと向かう。ところが司会者のタンモリがサイコマンのマインドコントロールにより操られ、ユーリーと他のゲストの超能力少年達、そしてシンゾウと獅子丸は集団テレポートをしてどこかへ消え去ってしまった。そこでシノビノ博士が育てた超能力サボテン「トゲ次郎」の力を借りて探し出したところ、アメリカのニューヨークにいると判明。ハットリ・パーマン一行は急遽渡米する。
そこで待ち受けていたのは、超能力研究家のゲラーという男であった。ゲラーはサイコマンと共に、世界中から優れた超能力者を集め、そのパワーを利用し世界征服を企んでいた。ハットリ・パーマン一行は、ゲラーとサイコマンの野望を打ち砕くために立ち向かう。

## 声の出演
- ハットリくん - 堀絢子
- ケン一 - 菅谷政子
- ケン一パパ - 藤本譲
- ケン一ママ - 梨羽由記子
- シンゾウ - 三田ゆう子
- 獅子丸 - 緒方賢一
- 影千代 - 山田栄子
- 夢子 - 秋山るな
- ツバメ - 白石冬美
- シノビノ博士 - 野本礼三
- お姫 - 横沢啓子
- トゲ次郎 - 丸山裕子
- 小池先生 - 二又一成
- パーマン1号 - 三輪勝恵
- パーマン2号 - 大竹宏
- パーマン3号 - 増山江威子
- ケムマキ、パーマン4号 - 肝付兼太
- カバ夫 - 鈴木清信
- サブ - 千葉繁
- ゲラー - 内海賢二
- サイコマン（ゲラーJr.） - 神谷明
- ユーリー - 鶴ひろみ
- ユーリーの母 - 鈴木弘子
- タンモリ - 郷田ほづみ
- 男 - 水鳥鉄夫、稲葉実
- 係員 - 高島雅羅

## スタッフ
- 原作：藤子不二雄
- 脚本：桜井正明
- 作画監督：鈴木伸一、なかじまちゅうじ
- 美術監督：宮野隆
- 撮影監督：都島雅義
- 総監督：笹川ひろし
- 監督：原田益次
- コンテ：笹川ひろし、佐々木正光、原田益次
- 監修：鈴木伸一
- 音楽：菊池俊輔
- 録音監督：大熊昭
- 整音：中戸川次男、大城久典
- 効果：小川勝男、松田昭彦
- 原画：森下圭介、川島明 他
- 動画：近藤高光、時永宜幸 他
- 動画チェック：原佳寿美
- 色指定：森千草
- 特殊効果：土井通明
- タイトル：道川昭
- 編集：岡安肇、小島俊彦、村井秀明、石井真美
- 演出助手：山崎友正
- 制作担当：茂木仁史
- 制作デスク：上田真一郎
- 制作進行：中村悟、市川芳彦
- プロデューサー：加藤良雄、小泉美明、菅野哲夫
- 制作協力：藤子スタジオ、旭通信社
- 制作：シンエイ動画、小学館、テレビ朝日
- 配給：東宝

## 主題歌
「ハットリ忍法ニニンのニン #2」
- 作詞：緒方賢一／作曲：菊池俊輔／歌：三田ゆう子＆緒方賢一